# Euodice
Euodice is een geslacht van zangvogels uit de familie van de prachtvinken (Estrildidae).

## Soorten
Het geslacht omvat de volgende soorten:
- Euodice cantans – Zilverbekje
- Euodice malabarica – Loodbekje